# Austin Cambridge
O  Cambridge é um modelo de porte médio da British Motor Corporation.